# 4367 Meech
4367 Meech è un asteroide della fascia principale. Scoperto nel 1981, presenta un'orbita caratterizzata da un semiasse maggiore pari a 2,8795193 au e da un'eccentricità di 0,2345701, inclinata di 11,13026° rispetto all'eclittica.
L'asteroide è dedicato all'astronoma statunitense Karen Jean Meech.